# Calasetta
Calasetta är en ort och kommun på ön Isola di Sant'Antioco i provinsen Sydsardinien i regionen Sardinien i sydvästra Italien. Kommunen hade 2 909 invånare (2017).